# داوود وکیل‌زاده
داوود وکیل زاده متولد ۱۰ آذر در ۱۳۳۸ تربت جام عکاس، ناشر، طراح گرافیک و خوشنویس ایرانی است.

## فعالیت

### نمایشگاه‌های انفرادی
- نمایشگاه انفرادی خط گرافیک، موزه هنرهای معاصر اصفهان ۱۳۸۴
- نمایشگاه انفرادی عکس با عنوان (ایران من به چشم من)، گالری نیکول، تهران ۱۳۸۵
- نمایشگاه خط گرافیک با عنوان (شراب آسمانی)، گالری ثالث، تهران ۱۳۸۵
- نمایشگاه انفرادی عکس با عنوان (ایران من زیباست)، باغ موزه هنر ایرانی، تهران ۱۳۸۸
- نمایشگاه انفرادی عکس با عنوان (همسفر زیبایی‌ها)، گالری کبک، تهران ۱۳۹۰
- نمایشگاه انفرادی آثار خط نقاشی، گالری گنجینه، تهران ۱۳۹۱
- نمایشگاه انفرادی عکس، روستای ابیانه ۱۳۹۳ 
و شرکت در ده ها نمایشگاه گروهی در ایران

### سایر فعالیت ها
- مهمان برنامه زنده تلوزیونی دو قدم مانده به صبح / شبکه ۴ صدا و سیمای ایران / ۵ آبان ۱۳۸۸
- مهمان برنامه زنده تلوزیونی دو قدم مانده به صبح / شبکه ۴ صدا و سیمای ایران / ۱۱ آبان ۱۳۸۸
- مهمان برنامه زنده تلوزیونی نان و ماه / شبکه ۱ صدا و سیمای ایران / ۱۳۸۹
- مهمان برنامه شبکه جهانی جام جم در چندین قسمت ۱۳۸۹
- حضور در سری برنامه‌های سفرنامه (نکاتی دررابطه با آموزش عکاسی سفر) / برنامه کارگاه هنر / شبکه ۴ صدا و سیمای ایران / ۱۳۹۱
- مصاحبه داود وکیل زاده با سایت مرکز آموزشی آترین / برنامه گپ / ۱۳۹۳-
- مهمان برنامه زنده تلوزیونی سفید / شبکه آموزش صدا و سیمای ایران / ۱۳۹۳
- مهمان ویژه برنامه نوروزی هنرنامه / شبکه ۴ صدا و سیمای ایران / فروردین ۱۳۹۵
- مهمان برنامه زنده تلوزیونی سفید / شبکه آموزش صدا و سیمای ایران / تیر ۱۳۹۵
- مهمان برنامه تلوزیونی چهل شاهد / شبکه آموزش صدا و سیمای ایران / ۱۳۹۷
- مهمان لایو اینستاگرامی با منطقه هنری عباس‌آباد، مجموعه آسمان¬نمای گنبد مینا (شهرداری تهران) به مناسبت روز جهانی زمین / اردیبهشت ۱۴۰۰
- ورک شاپ و نشست داود وکیل زاده با عکاسان کازرون و انعکاس آن در هفته نامه بیشاپور/ کازرون / بهمن ۱۳۸۷
- برگزاری ورک شاپ عکاسی طبیعت به دعوت دانشگاه آزاد اسلامی / جشنواره عکس دانشگاه آزاد اسلامی / کاخ موزه سعدآباد / تهران ۱۳۸۹
- برگزاری ورک شاپ عکاسی در حاشیه نمایشگاه مسابقه عکس نیکون ایران / تهران ۱۳۹۳
- برگزاری کارگاه آموزشی عکاسی در طبس / اداره کل فرهنگ و ارشاد اسلامی خراسان جنوبی / طبس ۱۳۹۴
- عکاسی از پشت صحنه فیلم ( مستند ایران ) به دعوت شبکه ۱ صدا و سیمای ایران / ۱۳۸۸
- عکاسی و مستند سازی مدون و تصویری امکانات علمی پژوهشی و همکاری های علمی بین المللی کشور و چاپ کتاب آن، به سفارش مرکز مطالعات و همکاری های علمی بین المللی ( وزارت علوم، تحقیقات و فناوری ) / ۱۳۹۶
- نقد عکس ها و مجموعه کتابهای داود وکیل زاده در فصلنامه عکاسی خلاق، شماره بیستم و بیست و یکم / تهران ۱۳۸۸
- نقد کتاب ایران سرزمین پارسیان و عکس های داود وکیل زاده به قلم محمد حسین توکلی در نشریه همشهری جوان / اسفند ۱۳۸۸
- معرفی کتاب (رموزعکاسی طبیعت) اثر داود وکیل زاده و مصاحبه با وی در خبرگزاری کتاب ایبنا / فروردین ۱۳۹۱
- معرفی و نقد کتاب (رموزعکاسی طبیعت) اثر داود وکیل زاده در پایگاه اینترنتی عکس چیلیک / ۱۳۹۱
- نقد و بررسی مجموعه عکس ها و همچنین کتاب ( ایران سرزمینی که باید شناخت ) اثر داود وکیل زاده در رادیو جوان، با حضور عبدالرضا مجدی / تهران  ۱۳۹۵

## آثار
| ردیف | عنوان                                             | سال انتشار | شابک           |
| ---- | ------------------------------------------------- | ---------- | -------------- |
| ۱    | نخستین مجموعه آثار                                | ۱۳۸۴       |                |
| ۲    | آثار خط گرافیک (باورهای رنگ و قلم)                | ۱۳۸۵       |                |
| ۳    | ایران، جلوه‌های ناب                                | ۱۳۸۵       |                |
| ۴    | تخت جمشید، یادگار باستان                          | ۱۳۸۵       |                |
| ۵    | اصفهان، شکوه نقش                                  | ۱۳۸۵       |                |
| ۶    | ایران، شکوه زیباییها                              | ۱۳۸۶       |                |
| ۷    | شیراز، جلوه گه راز                                | ۱۳۸۶       |                |
| ۸    | ایران، نگارستان یزدان                             | ۱۳۸۶       |                |
| ۹    | پرسپولیس، میراث تمدن                              | ۱۳۸۶       | ۹۷۸۹۶۴۲۷۰۸۰۵۵  |
| ۱۰   | ایران! با تو من خورشیدم                           | ۱۳۸۶       |                |
| ۱۱   | یزد، گوهر کویر                                    | ۱۳۸۷       |                |
| ۱۲   | کرمانشاه، دیار باستان                             | ۱۳۸۷       |                |
| ۱۳   | تخت جمشید، تختگاه شاهان ایران                     | ۱۳۸۷       |                |
| ۱۴   | شیراز، موزه تاریخ ایران                           | ۱۳۸۷       |                |
| ۱۵   | ایران، سرزمین اهورایی                             | ۱۳۸۷       |                |
| ۱۶   | اصفهان سرای هزار نقش                              | ۱۳۸۷       |                |
| ۱۷   | شیراز، دروازه تمدن                                | ۱۳۸۷       |                |
| ۱۸   | اصفهان، هفت رنگ هنر                               | ۱۳۸۷       |                |
| ۱۹   | آذربایجان غربی، خاستگاه تمدن                      | ۱۳۸۸       |                |
| ۲۰   | آذربایجان شرقی، جلوه گاه تمدن                     | ۱۳۸۸       |                |
| ۲۱   | ایران، سرزمین پارسیان                             | ۱۳۸۸       |                |
| ۲۲   | ایران من به چشم من                                | ۱۳۸۸       |                |
| ۲۳   | یزد- سرزمین بادگیرها                              |            |                |
| ۲۴   | کرمانشاه، معبد آفتاب                              |            |                |
| ۲۵   | مازندران، دیار شالیکاران                          | ۱۳۸۸       |                |
| ۲۶   | گیلان، سرزمین باران                               | ۱۳۸۸       |                |
| ۲۷   | تخت جمشید یادگار کهن                              | ۱۳۸۸       |                |
| ۲۸   | جاذبه‌های تاریخی و گردشگری ایران                   |            |                |
| ۲۹   | گیلان میراث سبز ایران                             |            |                |
| ۳۰   | اصفهان، میراث اهورایی                             | ۱۳۸۹       |                |
| ۳۱   | تخت جمشید، پایتخت اهورایی                         | ۱۳۸۹       |                |
| ۳۲   | رموز عکاسی طبیعت                                  | ۱۳۹۰       |                |
| ۳۳   | تخت جمشید، گنجینه تاریخ                           |            |                |
| ۳۴   | مراغه باغشهر ایران                                | ۱۳۹۰       |                |
| ۳۵   | ایران مهر رخشان                                   | ۱۳۹۰       |                |
| ۳۶   | خوشنویسی کتاب مست خیال                            | ۱۳۸۹       |                |
| ۳۷   | تبریز سرزمین آفتاب                                | ۱۳۹۲       |                |
| ۳۸   | تبریز فیروز اسلام                                 | ۱۳۹۳       |                |
| ۳۹   | ایران سرزمینی که باید شناخت (انگلیسی-فارسی)       | ۱۳۹۳       |                |
| ۴۰   | ایران سرزمینی که باید شناخت (فرانسه)              | ۱۳۹۴       |                |
| ۴۱   | ایران سرزمینی که باید شناخت (ایتالیا)             | ۱۳۹۴       |                |
| ۴۲   | ایران سرزمینی که باید شناخت (آلمان)               | ۱۳۹۵       |                |
| ۴۳   | ایران سرزمینی که باید شناخت (اسپانیا)             | ۱۳۹۵       |                |
| ۴۴   | ایران مهر باستان (روسی، فرانسه، ایتالیا و انگلیس) | ۱۳۹۴       |                |
| ۴۵   | ایران مهر باستان (آلمان)                          | ۱۳۹۵       |                |
| ۴۶   | خراسان جنوبی-تمدن کهن (فارسی-انگلیسی)             | ۱۳۹۵       |                |
| ۴۷   | سفر به ایران باستان (انگلیسی)                     | ۱۳۹۶       |                |
| ۴۸   | ایران من (فارسی-انگلیسی)                          | ۱۳۹۶       |                |
| ۴۹   | شیراز، گنجینه راز (فارسی-انگلیسی)                 | ۱۳۹۶       |                |
| ۵۰   | یزد، پایتخت بادگیرها (فارسی-انگلیسی)              | ۱۳۹۶       |                |
| ۵۱   | ایران سرزمینی که باید شناخت (پرتقالی)             | ۱۳۹۷       |                |
| ۵۲   | کاشان میراث زنده (فارسی-انگلیسی)                  | ۱۳۹۷       |                |
| ۵۳   | اصفهان را دوست دارم (فارسی-انگلیسی)               | ۱۳۹۷       |                |
| ۵۴   | اصفهان را دوست دارم (اسپانیایی)                   | ۱۳۹۷       |                |
| ۵۵   | ایران، مهر باستان (اسپانیایی)                     | ۱۳۹۹       |                |
| ۵۶   | درها و پنجره های ایرانی (فارسی)                   | ۱۳۹۹       |                |
| ۵۷   | تهران من (فارسی-انگلیسی)                          | ۱۴۰۰       |                |
| ۵۸   | کاخ گلستان، میراث ماندگار (فارسی-انگلیسی)         | ۱۴۰۱       | ۹۷۸۶۲۲۹۴۳۳۹۰۰۴ |